# Simone Iribarne
Simone Iribarne (n. en torno a 1915 - 18 de mayo de 2010) también conocida por su nombre de casada Simone Lafargue o Simone Iribarne Lafargue era una jugadora de tenis francesa, activa entre 1933 y 1947. En 1943 fue campeona del individual femenino el Torneo de Francia.

## Trayectoria
Miembro del Club de Tenis de Marsella, ganó al menos ocho torneos, el primero en Biarritz en 1933 y el último en Niza en 1947. 
En 1934 jugó en los campeonatos internacionales de Madrid en el que se impusieron las españolas Bely Maier y Bella Dutton.
En septiembre de 1935 Simone y su hermana Paulette Iribarne fueron las vencedoras del torneo internacional de San Sebastián disputado en Ondarreta venciendo a la pareja formada por Pepa Chávarri y Bely Maier por 1/6 6/2 6/3. Simone también ganó el individual imponiéndose a la campeona belga Adamson por 6/4, 3/6 y 6/2.
El título fue el comienzo de una larga trayectoria que les llevó a las semifinales del Roland Garros dos años más tarde.
En 1942 ocupó el 1.er puesto en el ranking de Francia y un año más tarde fue ganadora del individual femenino del Torneo de Francia competición creada por el régimen de Vichy durante la ocupación en sustitución del Torneo Roland Garros. Derrotó a Alice Weiwers en la final.
En 1945 ganó el partido de dobles con su hermana Paulette y fue derrotada en la final del Torneo de Francia por la suiza Lolette Payot.
Su única participación en Wimbledon fue en 1946 en el que perdió frente a Joan Curry.

## Vida personal
Entre 1937 y 1938 se casó con el francés Louis Lafargue. Su hermana Paulette (Fritz tras su matrimonio) también era jugadora de tenis y autora con el nombre de Paulette Fritz-Iribarne en 1956 de un artículo sobre el deporte de la pelota vasca ignorada por los escolares.